# Chambre de commerce internationale
Pour les articles homonymes, voir CCI et ICC.

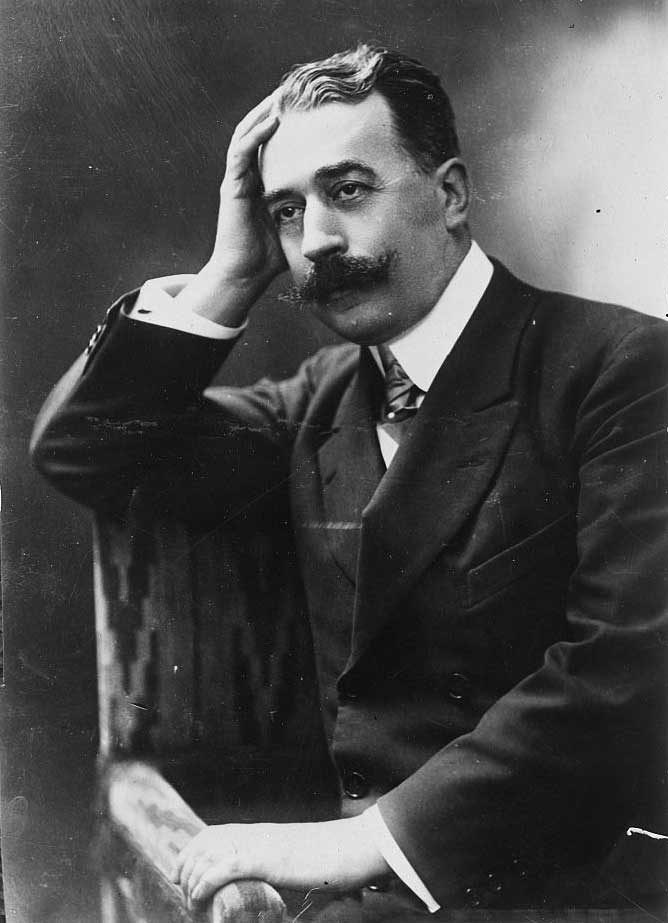
Son premier président Étienne Clémentel.

La Chambre de commerce internationale (ICC)  représente mondialement les entreprises et a pour objectif de favoriser les échanges et l'investissement, l'ouverture des marchés aux biens et aux services, et la libre circulation des capitaux.
Le sigle en anglais est ICC (International Chamber of Commerce).
Elle compte comme membres des milliers d'entreprises présentes dans 130 pays.
Son secrétariat international se trouve à Paris, au palais d'Iéna.

## Historique
La chambre de commerce internationale a été créée en 1919.
Sa cour d'arbitrage a été créée en 1923.
Dans les années 1930, Thomas J. Watson, patron d'IBM, était président de la section américaine de la Chambre de commerce internationale.
En novembre 1935, Watson est venu à Berlin par le biais de l'ICC.

## Activités
La chambre de commerce internationale rédige depuis plusieurs années des rules, règles ou contrats types dans tous les domaines de la vie des affaires. Ces règles sont souvent reprises dans tous les domaines de la vie des affaires.
L'ICC a mis en place au sommet de la Terre de Johannesbourg en 2002 une initiative conjointe avec le WBCSD, le Business Action for Sustainable Development, qui a pour objectif d'établir des normes écologiques privées.
L'ICC a publié en 1991 un code de conduite pour les entreprises : la Charte des entreprises pour le développement durable, qui vise à faire respecter des principes concernant plus particulièrement le respect de l'environnement.

## Liste des dirigeants
- Jusque 2014 : Jean-Guy Carrier
- 2014 - 2018: John Danilovich
- 2018-2022 : John Denton, secrétaire général et Ajaypal Singh Banga, président[1].
- 2022-2024 : John Denton, secrétaire général et Maria Fernandez Garza, présidente
- Depuis 2024 : John Denton, secrétaire général et Philippe Varin, président